# Flowersia setifolia
Flowersia setifolia är en bladmossart som beskrevs av O. Griffin och William Russell Buck 1989. Flowersia setifolia ingår i släktet Flowersia och familjen Bartramiaceae. Inga underarter finns listade i Catalogue of Life.